# Liste der Wappen im Landkreis Eichsfeld
Diese Liste erfasst alphabetisch geordnet die Wappen der Städte, Gemeinden und ehemals selbständigen Gemeinden des Landkreises Eichsfeld in Thüringen (Deutschland).

Wappen des Landkreises Eichsfeld[1]
Alte Wappendarstellung (1995–2003)
Der Landkreis Eichsfeld in Thüringen
Der Landkreis Eichsfeld in Deutschland

## Wappen der Städte und Gemeinden
Folgende Gemeinden führen kein Wappen:
| - Asbach-Sickenberg - Bodenrode-Westhausen - Geismar - Krombach | - Schimberg - Sonnenstein - Wiesenfeld |

- Landgemeinde
Am Ohmberg
- Gemeinde
Arenshausen[2]
- Gemeinde
Berlingerode[3]
- Gemeinde
Bornhagen
- Gemeinde
Brehme[4]
- Gemeinde
Breitenworbis[5]
- Gemeinde
Buhla[6]
- Gemeinde
Burgwalde[7]
- Gemeinde
Büttstedt
- Gemeinde
Dieterode[8]
- Gemeinde
Dietzenrode-Vatterode[9]
- Stadt
Dingelstädt[10]
- Gemeinde
Ecklingerode[11]
- Gemeinde
Effelder[12]
- Gemeinde
Ferna[13]
- Gemeinde
Freienhagen[14]
- Gemeinde
Fretterode[15]
- Gemeinde
Geisleden[16]
- Gemeinde
Gerbershausen[17]
- Gemeinde
Gernrode[18]
- Gemeinde
Großbartloff[19]
- Gemeinde
Haynrode[20]
- Kreisstadt
Heilbad Heiligenstadt[21]
- Gemeinde
Heuthen[22]
- Gemeinde
Hohengandern[23]
- Gemeinde
Kella[24]
- Gemeinde
Kirchgandern[25]
- Gemeinde
Kirchworbis[26]
- Gemeinde
Küllstedt[27]
- Stadt
Leinefelde-Worbis[28]
- Gemeinde
Lindewerra[29]
- Gemeinde
Marth[30]
- Gemeinde
Niederorschel[31]
- Gemeinde
Pfaffschwende[32]
- Gemeinde
Reinholterode[33]
- Gemeinde
Rohrberg[34]
- Gemeinde
Rustenfelde[35]
- Gemeinde
Schachtebich[36]
- Gemeinde
Schwobfeld
- Gemeinde
Sickerode[37]
- Gemeinde
Steinbach[38]
- Gemeinde
Tastungen
- Gemeinde
Teistungen[39]
- Landgemeinde
Uder[40]
- Gemeinde
Volkerode[41]
- Gemeinde
Wachstedt[42]
- Gemeinde
Wahlhausen[43]
- Gemeinde
Wehnde[44]
- Gemeinde
Wingerode[45]

## Wappen der Verwaltungsgemeinschaften
Folgende Verwaltungsgemeinschaften führen kein Wappen:
| - Eichsfeld-Wipperaue - Ershausen/Geismar | - Hanstein-Rusteberg - Westerwald-Obereichsfeld |

Verwaltungsgemeinschaft Leinetal
Verwaltungsgemeinschaft Lindenberg/Eichsfeld

## Wappen der Ortsteile
- Gemeinde Breitenworbis
Ortsteil Bernterode[46]
- Stadt Leinefelde-Worbis
Ortsteil Beuren[47]
- Stadt Heilbad Heiligenstadt
Ortsteil Bernterode[48]
- Landgemeinde Uder
Ortsteil Birkenfelde[49]
- Stadt Leinefelde-Worbis
Ortsteil Birkungen[50]

Landgemeinde Am Ohmberg
Ortsteil Bischofferode[51]
- Landgemeinde Sonnenstein
Ortsteil Bockelnhagen[52]
Gemeinde Bodenrode-Westhausen
Ortsteil Bodenrode[53]
Gemeinde Teistungen
Ortsteil Böseckendorf

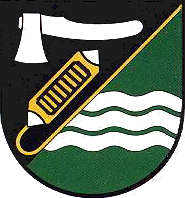
Gemeinde Breitenworbis Ortsteil Bernterode
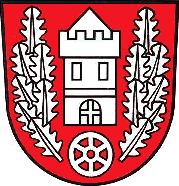
Stadt Leinefelde-Worbis Ortsteil Breitenbach
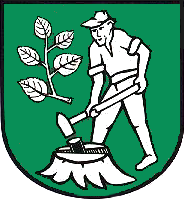
Stadt Heilbad Heiligenstadt Ortsteil Bernterode
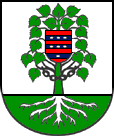
Landgemeinde Uder Ortsteil Birkenfelde
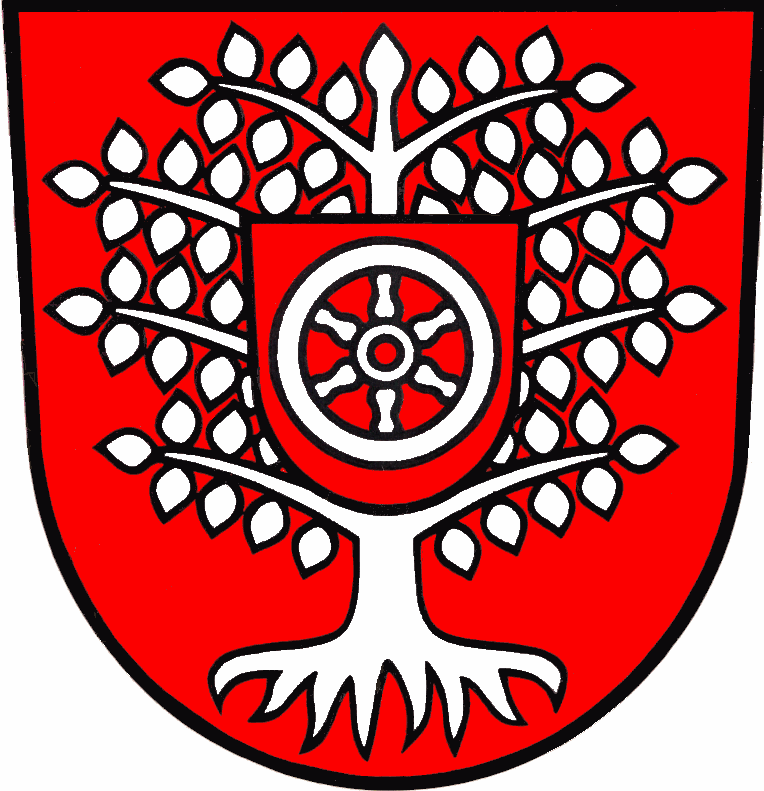
Stadt Leinefelde-Worbis Ortsteil Birkungen
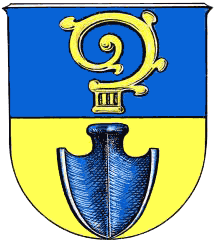
Landgemeinde Am Ohmberg Ortsteil Bischofferode
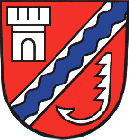
Landgemeinde Sonnenstein Ortsteil Bockelnhagen
Gemeinde Bodenrode-Westhausen Ortsteil Bodenrode
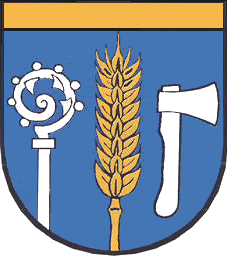
Gemeinde Teistungen Ortsteil Böseckendorf
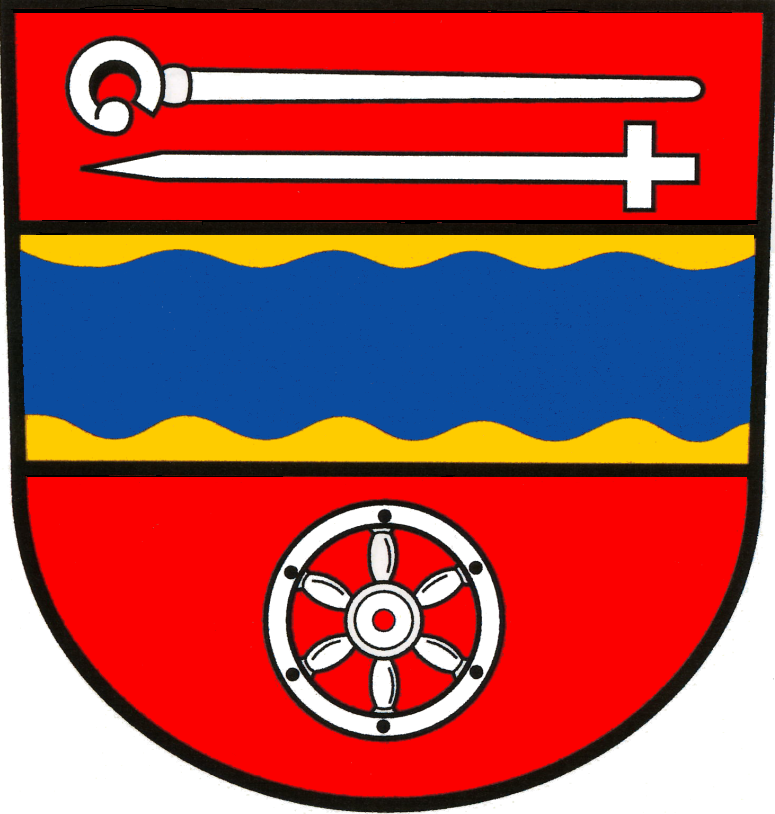
Stadt Leinefelde-Worbis Ortsteil Breitenbach
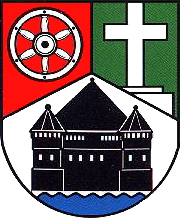
Gemeinde Niederorschel Ortsteil Deuna
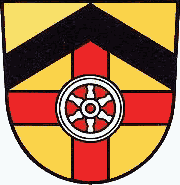
Gemeinde Schimberg Ortsteil Ershausen
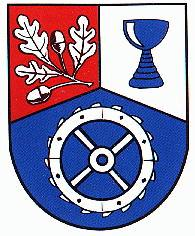
Gemeinde Niederorschel Ortsteil Gerterode
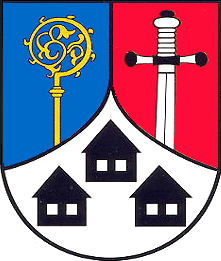
Gemeinde Niederorschel Ortsteil Hausen
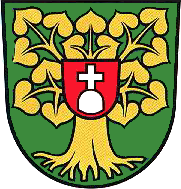
Landgemeinde Stadt Dingelstädt Ortsteil Helmsdorf
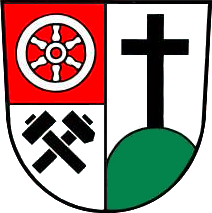
Landgemeinde Sonnenstein Ortsteil Holungen
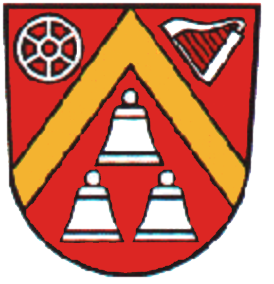
Stadt Leinefelde-Worbis Ortsteil Hundeshagen
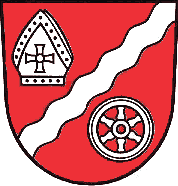
Landgemeinde Sonnenstein Ortsteil Jützenbach
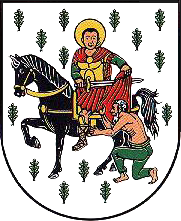
Stadt Leinefelde-Worbis Ortsteil Kallmerode
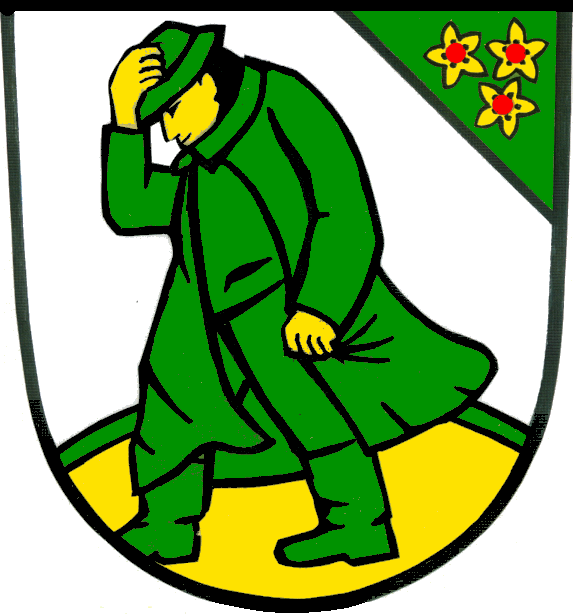
Stadt Leinefelde-Worbis Ortsteil Kaltohmfeld
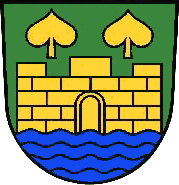
Landgemeinde Stadt Dingelstädt Ortsteil Kefferhausen
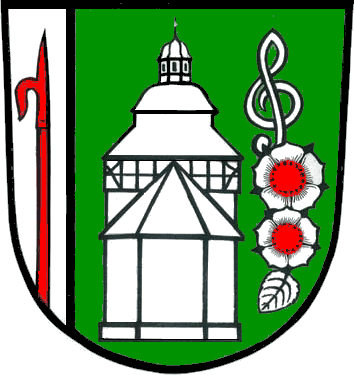
Stadt Leinefelde-Worbis Ortsteil Kirchohmfeld
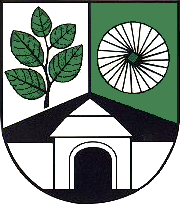
Gemeinde Niederorschel Ortsteil Kleinbartloff
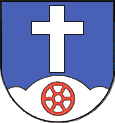
Landgemeinde Stadt Dingelstädt Ortsteil Kreuzebra
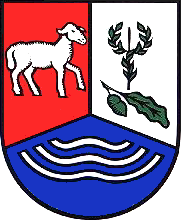
Stadt Leinefelde-Worbis Ortsteil Leinefelde
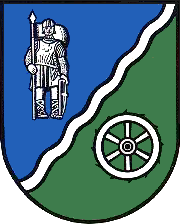
Landgemeinde Uder Ortsteil Lutter
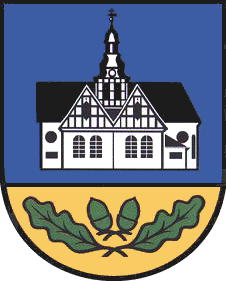
Landgemeinde Uder Ortsteil Mackenrode
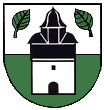
Gemeinde Schimberg Ortsteil Martinfeld
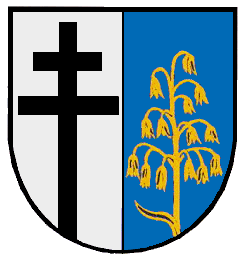
Gemeinde Teistungen Ortsteil Neuendorf
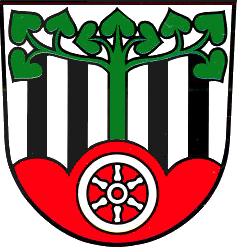
Landgemeinde Am Ohmberg Ortsteil Neustadt
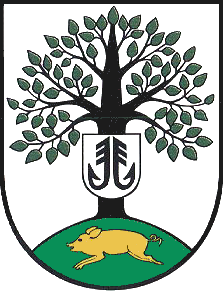
Gemeinde Niederorschel Ortsteil Rüdigershagen
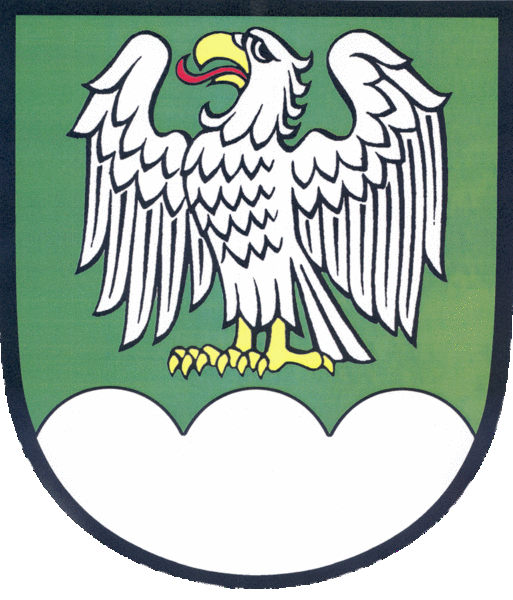
Landgemeinde Uder Ortsteil Schönhagen
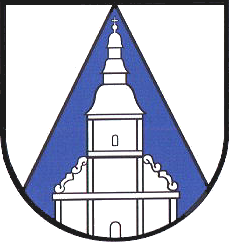
Landgemeinde Stadt Dingelstädt Ortsteil Silberhausen
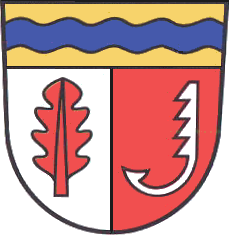
Landgemeinde Sonnenstein Ortsteil Silkerode
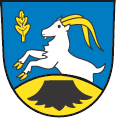
Landgemeinde Uder Ortsteil Steinheuterode
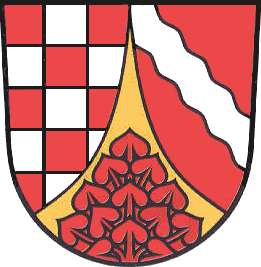
Landgemeinde Sonnenstein Ortsteil Stöckey
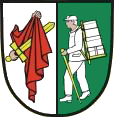
Landgemeinde Uder Ortsteil Thalwenden
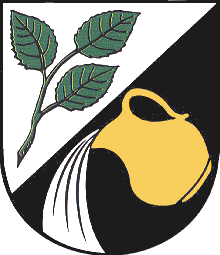
Gemeinde Deuna Ortsteil Vollenborn
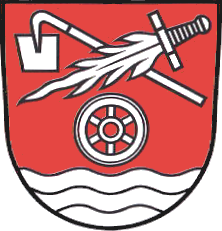
Landgemeinde Sonnenstein Ortsteil Weißenborn-Lüderode
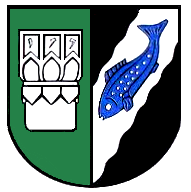
Gemeinde Schimberg Ortsteil Wilbich
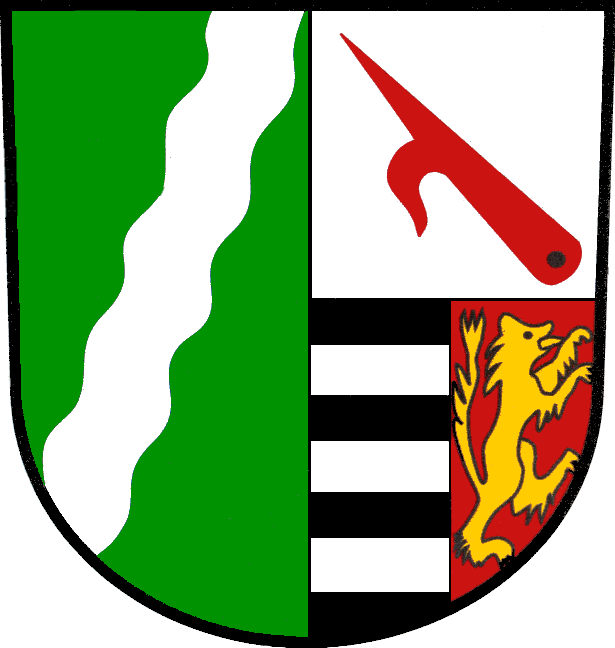
Stadt Leinefelde-Worbis Ortsteil Wintzingerode
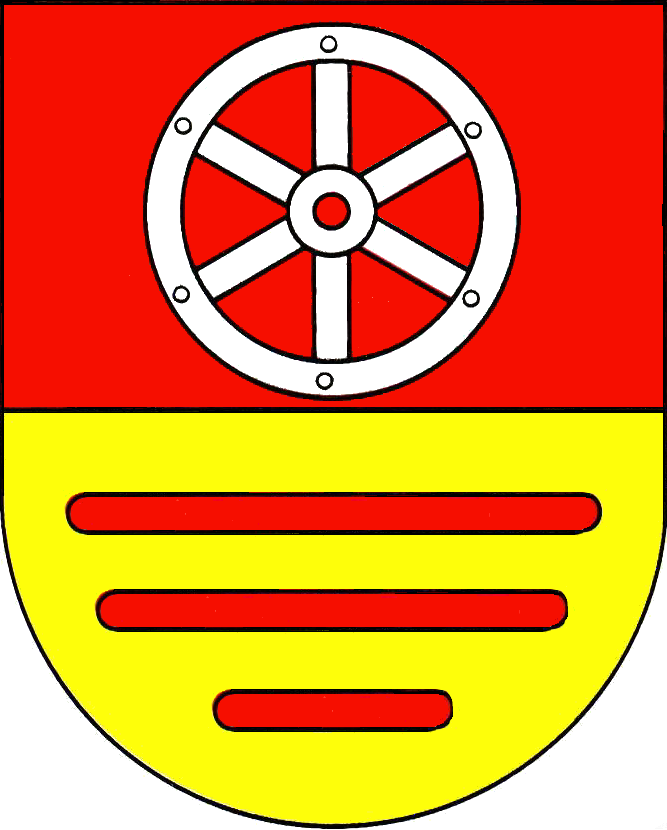
Stadt Leinefelde-Worbis Ortsteil Worbis
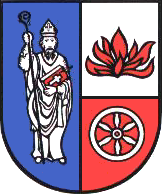
Landgemeinde Uder Ortsteil Wüstheuterode
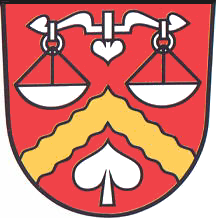
Landgemeinde Sonnenstein Ortsteil Zwinge
Gemeinde Niederorschel
Ortsteil Deuna[54]
Gemeinde Schimberg
Ortsteil Ershausen[55]
Gemeinde Niederorschel Ortsteil Gerterode[56]
Gemeinde Niederorschel
Ortsteil Hausen[57]
- Landgemeinde Stadt Dingelstädt
Ortsteil Helmsdorf[58]
- Landgemeinde Sonnenstein
Ortsteil Holungen[59]
- Stadt Leinefelde-Worbis
Ortsteil Hundeshagen[60]
- Landgemeinde Sonnenstein
Ortsteil Jützenbach[61]
- Stadt Leinefelde-Worbis
Ortsteil Kallmerode[62]
- Stadt Leinefelde-Worbis
Ortsteil Kaltohmfeld
- Landgemeinde Stadt Dingelstädt
Ortsteil Kefferhausen[63]
- Stadt Leinefelde-Worbis
Ortsteil Kirchohmfeld
Gemeinde Niederorschel
Ortsteil Kleinbartloff[64]
- Landgemeinde Stadt Dingelstädt
Ortsteil Kreuzebra[65]
- Stadt Leinefelde-Worbis
Ortsteil Leinefelde[66]
- Landgemeinde Uder
Ortsteil Lutter[67]
- Landgemeinde Uder
Ortsteil Mackenrode[68]
Gemeinde Schimberg
Ortsteil Martinfeld[69]
Gemeinde Teistungen
Gemeinde Dietzenrode-Vatterode
Ortsteil Neuendorf
- Landgemeinde Am Ohmberg
Ortsteil Neustadt[70]
- Gemeinde Niederorschel
Ortsteil Rüdigershagen[71]
- Landgemeinde Uder
Ortsteil Schönhagen
Landgemeinde Stadt Dingelstädt Ortsteil Silberhausen[72]
- Landgemeinde Sonnenstein
Ortsteil Silkerode[73]
- Landgemeinde Uder
Ortsteil Steinheuterode[74]
- Landgemeinde Sonnenstein
Ortsteil Stöckey[75]
- Landgemeinde Uder
Ortsteil Thalwenden[76]
Gemeinde Deuna
Ortsteil Vollenborn[77]
- Landgemeinde Sonnenstein
Ortsteil Weißenborn-Lüderode[78]
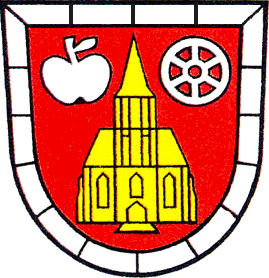
Gemeinde Schimberg
Gemeinde Ferna
Gemeinde Freienhagen
Gemeinde Fretterode
Gemeinde Geisleden
Gemeinde Gerbershausen
Gemeinde Gernrode
Gemeinde Großbartloff
Gemeinde Haynrode
Kreisstadt Heilbad Heiligenstadt
Gemeinde Heuthen
Gemeinde Hohengandern
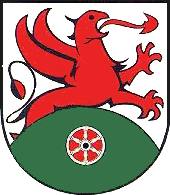
Gemeinde Kella
Gemeinde Kirchgandern
Gemeinde Kirchworbis
Gemeinde Küllstedt
Ortsteil Wilbich[79]
Stadt Leinefelde-Worbis Ortsteil Wintzingerode[80]
Gemeinde Lindewerra
Gemeinde Marth
Gemeinde Niederorschel
Gemeinde Pfaffschwende
Gemeinde Reinholterode
Gemeinde Rohrberg
Gemeinde Rustenfelde
Gemeinde Schachtebich
Gemeinde Schwobfeld
Gemeinde Sickerode
Gemeinde Steinbach
Gemeinde Tastungen
Gemeinde Teistungen

- Stadt Leinefelde-Worbis
Ortsteil Worbis[81]
Landgemeinde Uder
Gemeinde Volkerode
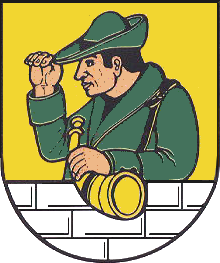
Gemeinde Wachstedt
Gemeinde Wahlhausen
Gemeinde Wehnde
Gemeinde Wingerode
Ortsteil Wüstheuterode[82]
- Landgemeinde Sonnenstein
Ortsteil Zwinge[83]

## Wappen ehemaliger Städte und Gemeinden

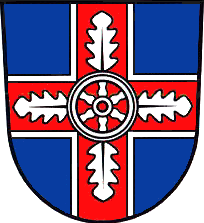
Gemeinde Hohes Kreuz

- Gemeinde
Hohes Kreuz[84]

## Blasonierungen
1. ↑  Landkreiswappen: „Auf Silber ein roter, goldbewehrter Adler, auf der Brust ein silbernes sechsspeichige Rad.“ (Stadthomepage (Memento des Originals vom 1. Juli 2007 im Internet Archive)  Info: Der Archivlink wurde automatisch eingesetzt und noch nicht geprüft. Bitte prüfe Original- und Archivlink gemäß Anleitung und entferne dann diesen Hinweis.)
2. ↑  Arenshausen: „Von Rot und Grün geteilt durch einen silbernen Sparren; oben vorn einen schräglinken silbernen Wellenbalken, oben hinten ein silbernes sechsspeichiges Rad und unten einen silbernen Engel, mit beiden Händen ein Buch haltend, das mit einem Kreuz belegt ist.“
3. ↑  Berlingerode: „In Rot ein silberner ausgerissener Baumstumpf, aus dem links ein silbernes Eichenblatt wächst; rechts eine nach schräglinks eingeschlagene Axt; darüber im rechten Schildhaupt ein silbernes sechsspeichiges Rad.“
4. ↑  Brehme: „Im silbernen, durch einen blauen Wellenbalken geteilten Schild oben eine rote gestürzte Spitze, die mit einem silbernen sechsspeichigen Rad belegt ist, unten eine rote Spitze, die mit einem silbernen Eichenblatt belegt ist.“
5. ↑  Breitenworbis: „Geteilt und halbgespalten; oben in Rot ein silbernes, sechsspeichiges Rad; unten vorn in Grün eine goldene Ähre; unten hinten in Gold ein grüner Eichenzweig; im Schildfuß über dem unten halbgespaltenen Schild fünf übereinandergeschichtete rote Ziegelsteine.“
6. ↑  Buhla: „In Gold, geteilt durch eine rote Zinnenleiste, oben ein wachsender schwarzer springender Hirsch; unten fünf (3:2) grüne Sittiche.“
7. ↑  Burgwalde: „In Rot mit einem goldenen Bord ein goldener Ritter auf einem aufgerichteten golden gezäumten silbernen Ross, mit der silbernen Fahne mit rotem Hochkreuz einen schwarzen Drachen tötend.“
8. ↑  Dieterode: „Mit rechter Stufe geteilt von Grün und Gold, oben wachsend ein silberner Fahnenstock mit links abwehender, in die Stufe abwärts gekehrter Fahne, darin in Silber ein rotes durchgehendes Balkenkreuz, unten ein pfahlweis linksgewendetes schwarzes Beil.“
9. ↑  Dietzenrode-Vatterode: „In Grün, durch eine goldene Leiste geteilt, oben ein aus der Leiste wachsendes aufsteigendes silbernes Pferd, unten ein silberner Tisch über einem dreiblättrigen silbernen Lindenzweig.“
10. ↑  Dingelstädt: „In Silber ein bewurzelter grüner Eichenbaum mit einem freischwebenden goldenen Ring um den Stamm.“
11. ↑  Ecklingerode: „Gespalten von Silber und Grün; vorn eine grüne Tabakpflanze mit roter Blüte, hinten ein stilisierter silberner Bildstock.“
12. ↑  Effelder: „In einem roten Schild mit einem 16fach gestückten silbernen Bord eine goldene eintürmige Kirche, beseitet oben rechts von einem silbernen Apfel und oben links von einem silbernen sechsspeichigen Rad.“
13. ↑  Ferna: „Geteilt von Blau und Gold, oben wachsend ein geflügelten, Querflöte spielender silberner Putte, unten ein blauer Wellenbalken.“
14. ↑  Freienhagen: „In Rot eine erhöhte eingeschweifte silberne Spitze, darin ein rotes sechsspeichiges Rad; vorn eine silberne Glocke, hinten eine silberne gewölbte Flasche.“
15. ↑  Fretterode: „In silber ein grüner Beutel mit goldener Schnur, daraus wachsend grüne Pflanzen mit fünf blauen Blüten und sechs grünen Schoten.“ (Hauptsatzung § 2 Abs. 1 (Seite nicht mehr abrufbar, festgestellt im April 2019. Suche in Webarchiven)  Info: Der Link wurde automatisch als defekt markiert. Bitte prüfe den Link gemäß Anleitung und entferne dann diesen Hinweis.)
16. ↑  Geisleden: „In Rot mit silbernen, zweifach geteilten Wellenflanken eine golden bekleidete Frau in Eichsfelder Tracht auf einem silbernen Schemel sitzend, die Rechte an einem silbernen Spinnrocken, mit der Linken eine silberne Spinnwirtel haltend.“ (Homepage der Verwaltungsgemeinschaft (Memento des Originals vom 27. September 2007 im Internet Archive)  Info: Der Archivlink wurde automatisch eingesetzt und noch nicht geprüft. Bitte prüfe Original- und Archivlink gemäß Anleitung und entferne dann diesen Hinweis.)
17. ↑  Gerbershausen: „In Rot eine linke silberne Flanke, vorne wachsend ein langhaariger silberner Krieger mit silberner Sturmhaube, Umhang und blauer Scheibenfiebel, in der Rechten balkenweise ein wachsender golder Speer, in der Linken ein Dreiecksschild, von Blau und Gold gespalten, hinten ein wachsendes rotes Kreuz.“
18. ↑  Gernrode: „In Blau ein silberner Schräglinksbalken, darin eine blaue stilisierte Flachspflanze, oben begleitet von einem silbernen Kreuz, unten von einem vierspeichigen silbernen Mühlrad.“
19. ↑  Großbartloff: „Geteilt von Rot über Silber; oben ein schwebender bedachter silberner Torbogen mit Mauer, im Torbogen ein sechsspeichiges silbernes Rad; unten je drei stilisierte schrägrechte und schräglinke grüne Wacholderblätter, belegt mit zwei und darüber einer schwarzen Wacholderbeere mit je drei dreieckigen Blütenblättern.“
20. ↑  Haynrode: „In Grün ein silberner Löwe mit rot-silbern bewulstetem goldenem Topfhelm, besteckt mit sieben von Silber und Rot geteilten Fähnchen, die ersten vier linkswehend, eine goldene Rodehacke in den Pranken haltend.“
21. ↑  Heilbad Heiligenstadt: „In Blau ein geharnischter silberner Bischof zu Ross mit erhobenem rechten Vorderbein, in der Linken ein Dreiecksschild, darin in Rot ein sechsspeichiges silbernes Rad, in der Rechten eine schräggestellte silberne Lanze, daran eine rote Fahne mit Schildinhalt, im linken Obereck schwebend ein aus einem linkshalben blauen Einberg wachsend ein silbernes Zinnenmauerwerk mit rechtsstehendem Zinnenturmaufsatz und schwarzem Fenster.“
22. ↑  Heuthen: „In Blau eine goldene Kirche, den Zwiebelturm vorn, oben beseitet von je einem silbernen Eichenblatt.“ (Homepage der Verwaltungsgemeinschaft (Memento des Originals vom 27. September 2007 im Internet Archive)  Info: Der Archivlink wurde automatisch eingesetzt und noch nicht geprüft. Bitte prüfe Original- und Archivlink gemäß Anleitung und entferne dann diesen Hinweis.)
23. ↑  Hohengandern: „Sechsfach geständert, oben von Grün und Rot, unten von Silber und Grün; im Schnittpunkt der Ständer ein roter Kreis sowie oben im roten Ständer eine flügelbreitende wachsende silberne Gans, unten in den silbernen Ständern je ein abwärtsgekehrtes grünes Eichenblatt und im grünen Ständer drei (1:2) silberne zunehmende Monde.“ (Hauptsatzung § 2 Abs. 1 (Seite nicht mehr abrufbar, festgestellt im April 2019. Suche in Webarchiven)  Info: Der Link wurde automatisch als defekt markiert. Bitte prüfe den Link gemäß Anleitung und entferne dann diesen Hinweis.)
24. ↑  Kella: „In Silber mit einem grünen Berg, belegt mit einem silbernen sechsspeichigen, rot gefütterten Rad, ein aus dem Berg aufsteigender roter linksgewendeter Greif.“
25. ↑  Kirchgandern: „In Blau ein silberner flugbereiter Ganter mit einer rechts und links aus dem Hals wachsenden schwebenden verkürzten silbernen Leiste, belegt mit einem roten Herzschild mit einem silbernen sechsspeichigen Rad.“ (Hauptsatzung § 2 (Seite nicht mehr abrufbar, festgestellt im April 2019. Suche in Webarchiven)  Info: Der Link wurde automatisch als defekt markiert. Bitte prüfe den Link gemäß Anleitung und entferne dann diesen Hinweis.)
26. ↑  Kirchworbis: „In Silber mit blauem Schildfuß, aus dem eine Kirchensilhouette mit Dachreiter wächst, ein nimbierter Heiliger mit rotem Mantel, goldener Tunika, silbernem Helm und silbernen Schuhen und Beinschienen, der mit einem silbernen Schwert in der rechten Hand den Mantel teilt, den er mit der Linken hält.“
27. ↑  Küllstedt: „Auf schwarzem Grund drei silberne gestielte Kastanienblätter im Dreipass, der goldene Bord des Schildes ist mit drei goldenen zur Schildmitte gerichteten stilisierten Sühnekreuzen besteckt.“
28. ↑  Leinefelde-Worbis: „In Rot mit silbernen Zinnenflanken ein dreifach gespaltener Wellenpfahl.“ (Wappensatzung (Seite nicht mehr abrufbar, festgestellt im April 2019. Suche in Webarchiven)  Info: Der Link wurde automatisch als defekt markiert. Bitte prüfe den Link gemäß Anleitung und entferne dann diesen Hinweis.; PDF; 27 kB)
29. ↑  Lindewerra: „In Silber zwei diagonal gekreuzte schwarze Wanderstöcke, die mit einem blauen Hufeisen und einem grünen Lindenblatt belegt sind.“
30. ↑  Marth: „In Blau im Schildfuß einen roten Berg, belegt mit einem sechsspeichigen silbernen Rad, dahinter eine silberne Burg mit Zinnenturm, beseitet mit je einer goldenen Hellebarde, die aus der Mauer wachsen.“ (Hauptsatzung § 2 Abs. 1 (Seite nicht mehr abrufbar, festgestellt im April 2019. Suche in Webarchiven)  Info: Der Link wurde automatisch als defekt markiert. Bitte prüfe den Link gemäß Anleitung und entferne dann diesen Hinweis.)
31. ↑  Niederorschel: „In Gold ein linksgewendeter roter Greif, die rechte Vorderklaue auf einen von Silber und Schwarz gespaltenen Schild stützend, darin ein rechtsgewendeter Adler in verwechselten Tinkturen.“ (Hauptsatzung § 2 Abs. 1 (Memento des Originals vom 2. September 2006 im Internet Archive)  Info: Der Archivlink wurde automatisch eingesetzt und noch nicht geprüft. Bitte prüfe Original- und Archivlink gemäß Anleitung und entferne dann diesen Hinweis.)
32. ↑  Pfaffschwende: „Gespalten von Grün und Silber; vorn ein silbernes Hochkreuz; hinten ein schwarzer brennender Astpfahl mit rot-goldenen Flammen.“
33. ↑  Reinholterode: „In Gold auf einem roten Kreuz ein silbernes sechsspeichiges Rad, unter dem Kreuz gekreuzt ein gestürzter schwarzer Schlüssel und eine schwarze Rodehacke; In einem überhöhten roten Schildfuß eine silberne Schlange.“ (Homepage der Verwaltungsgemeinschaft (Memento des Originals vom 27. September 2007 im Internet Archive)  Info: Der Archivlink wurde automatisch eingesetzt und noch nicht geprüft. Bitte prüfe Original- und Archivlink gemäß Anleitung und entferne dann diesen Hinweis.)
34. ↑  Rohrberg: „Von Silber und Gold schrägrechts geteilt; vorn drei schwarze Rohrkolben mit grünem Stiel und mit je zwei grünen Blättern figurweise; hinten am Spalt ein grüner, links angeschnittener Berg, belegt mit einem silbernen sechsspeichigen Rad.“ (Hauptsatzung § 2 Abs. 1 (Seite nicht mehr abrufbar, festgestellt im April 2019. Suche in Webarchiven)  Info: Der Link wurde automatisch als defekt markiert. Bitte prüfe den Link gemäß Anleitung und entferne dann diesen Hinweis.)
35. ↑  Rustenfelde: „In Gold ein grüner Berg bis zum Schildhaupt, darauf mittig ein grünes gemeines Kreuz: Der Berg ist belegt mit goldenen gekreuzten Schlüsseln und Schwert. Darunter im Schildfuß ein silberner Wellenbalken.“ (Hauptsatzung § 2 Abs. 1 (Seite nicht mehr abrufbar, festgestellt im April 2019. Suche in Webarchiven)  Info: Der Link wurde automatisch als defekt markiert. Bitte prüfe den Link gemäß Anleitung und entferne dann diesen Hinweis.)
36. ↑  Schachtebich: „Durch einen silbernen Wellenbalken geteilt von Rot über Blau; oben eine goldene Mitra, die mit insgesamt sieben roten Scheiben pfahl- und balkenweise belegt ist, beseitet von je einem schwarzen Rohrkolben mit silbernem Stiel und silbernen Blättern; unten ein silberner, rechtsschwimmender Fisch.“
37. ↑  Sickerode: „Geteilt von Grün und Gold; oben zwei gekreuzte goldene Rodehacken, unten in zwei Reihen je fünf und drei schwarze Rauten.“
38. ↑  Steinbach: „In blauem Schild eine goldene Eule; links oben eine silberne Lilie; im silbernen Schildfuß ein blauer Wellenbalken mit fünf goldenen Steinen belegt.“ (Homepage der Verwaltungsgemeinschaft (Memento des Originals vom 27. September 2007 im Internet Archive)  Info: Der Archivlink wurde automatisch eingesetzt und noch nicht geprüft. Bitte prüfe Original- und Archivlink gemäß Anleitung und entferne dann diesen Hinweis.)
39. ↑  Teistungen: „Geteilt von Blau und Silber; oben ein silberner herschauender Löwe, unten ein schwarzes Schragenkreuz, belegt mit goldenen gekreuzten Schlüsseln.“
40. ↑  Uder: „Schräglinks geteilt durch eine silberne gewellte Linie: oben in Rot ein sechsspeichiges silbernes Rad, unten in Blau eine silberne Jakobusmuschel.“
41. ↑  Volkerode: „In Silber ein schwarzer Schrägrechtsbalken, belegt mit einem goldenen Schwert, dessen Spitze nach links zeigt; vorn eine rote, fünfendige Hirschstange; hinten ein grüner dreiblättriger Lindenzweig.“
42. ↑  Wachstedt: „In Gold über silbernem Mauerschildfuß ein wachsender Wächter in grünem Wams und Hut, spähend die rechte Hand an die Hutkrempe gelegt, in der linken Hand, sich abstützend auf die Mauer, ein umgehängtes goldenes Horn haltend.“
43. ↑  Wahlhausen: „Gespalten von Silber und Gold mit einem grünen Schildfuß; vorn drei (2:1) zunehmende schwarze Monde; hinten eine heraldisch stilisierte barocke schwarze Kirche mit zwei goldenen Fenstern; im Schildfuß ein silberner Wellenbalken und darunter eine silberne Wellenleiste.“
44. ↑  Wehnde: „In Blau auf einem silbernen Berg einen silbernen gemauerten Turm; der Berg ist mit zwei grünen Eichenblättern sturzsparrenweise belegt.“
45. ↑  Wingerode: „In Rot mit eingeschweifter silberner Spitze, darin ein rotes von drei (2:1) goldenen Nägeln durchbohrtes flammendes Herz, vorne ein schräglinker Wellenbalken und hinten eine linksgewendete schrägrechte silberne Axt.“ (gemeinden.htm Homepage der Verwaltungsgemeinschaft (Seite nicht mehr abrufbar, festgestellt im April 2019. Suche in Webarchiven)  Info: Der Link wurde automatisch als defekt markiert. Bitte prüfe den Link gemäß Anleitung und entferne dann diesen Hinweis.)
46. ↑  Bernterode: „Schräglinks gespalten von Schwarz und Grün durch einen goldenen Faden, der sich aus einem im oberen Feld spaltweise gelegten goldenen Weberschiffchen mit silbernen Spitzen zieht; darüber ein silbernes Beil; das untere Feld zeigt drei silberne Wellenbalken.“
47. ↑  Beuren: „In Rot ein silberner gezinnter Turm mit spitzem Dach, darunter ein sechsspeichiges silbernes Rad, rechts und links silbernes, aus je sieben Blättern bestehendes Eichenlaub.“
48. ↑  Bernterode b. Heilbad Heiligenstadt: „In Grün ein silberner Mann mit Hut, der mit einem silbernen Hammer einen schwarzen Keil in einen silbernen Baumstamm treibt, rechts oben begleitet von einem silbernen Buchenzweig mit fünf Blättern.“
49. ↑  Birkenfelde: „Auf silbernem Grund mit grünem Schildfuß eine grüne Birke mit sieben silbernen Wurzeln im Schildfuß wurzelnd, die unteren Äste behängt mit einer schwarzen Kette und die Krone belegt mit einem Wappen, sechsmal von Rot und Blau geteilt, die blauen Balken belegt mit zweimal drei Linsen und einmal einer silbernen Linse.“
50. ↑  Birkungen: „In Rot eine silberne Birke, belegt mit einem roten Herzschild mit einem silbernen sechsspeichigen Rad.“
51. ↑  Bischofferode: „Zweigeteilt, unten in Gold eine Rodehacke, oben auf Blau ein Bischofsstab.“ (Hauptsatzung § 2 Abs. 1 (Memento des Originals vom 25. Januar 2017 im Internet Archive)  Info: Der Archivlink wurde automatisch eingesetzt und noch nicht geprüft. Bitte prüfe Original- und Archivlink gemäß Anleitung und entferne dann diesen Hinweis.)
52. ↑  Bockelnhagen: „In Rot einen schräglinken silbernen Balken, belegt mit einem schräglinken blauen Wellenbalken, oben ein silberner Turm und unten ein silberner Angelhaken.“ (Hauptsatzung § 2 Abs. 1 (Seite nicht mehr abrufbar, festgestellt im April 2019. Suche in Webarchiven)  Info: Der Link wurde automatisch als defekt markiert. Bitte prüfe den Link gemäß Anleitung und entferne dann diesen Hinweis.)
53. ↑  Bodenrode: „In Silber über blauem Wellenschidfuß mit zwei silbernen Wellenbalken zwischen sechs grünen Halmen ein goldener nach links blickender Vogel.“ (Homepage der Verwaltungsgemeinschaft (Memento des Originals vom 27. September 2007 im Internet Archive)  Info: Der Archivlink wurde automatisch eingesetzt und noch nicht geprüft. Bitte prüfe Original- und Archivlink gemäß Anleitung und entferne dann diesen Hinweis.)
54. ↑  Deuna: „Gespalten mit einer flachen aufsteigenden Spitze; rechts in Rot ein silbernes sechsspeichiges Rad; links in Grün ein auf einem silbernen wachsenden Doppelsockel stehendes silbernes Passionskreuz; in der Spitze in Silber ein erniedrigter gewellter blauer Schildfuß, darüber eine schwarze Wasserburg mit silbernen Fenstern.“ (Hauptsatzung § 2 Abs. 1 (Memento des Originals vom 27. September 2007 im Internet Archive)  Info: Der Archivlink wurde automatisch eingesetzt und noch nicht geprüft. Bitte prüfe Original- und Archivlink gemäß Anleitung und entferne dann diesen Hinweis.)
55. ↑  Ershausen: „In Gold ein mit einem silbernen sechsspeichigen Rad belegtes rotes Balkenkreuz unter einem schwarzen Sparren.“
56. ↑  Gerterode: „Im Göpelschnitt geteilt von Rot, Silber und Blau, vorne ein silberner Eichenzweig mit zwei Eicheln und drei Blättern, hinten ein blauer Kelch und unten ein vierspeichiges silbernes Mühlrad in Schragenstellung.“ (Hauptsatzung § 2 Abs. 1 (Memento des Originals vom 18. August 2006 im Internet Archive)  Info: Der Archivlink wurde automatisch eingesetzt und noch nicht geprüft. Bitte prüfe Original- und Archivlink gemäß Anleitung und entferne dann diesen Hinweis.)
57. ↑  Hausen: „Gespalten von Blau und Rot mit einer verkürzten, eingebogenen, silbernen Spitze, vorn ein wachsender, goldener Bischofsstab, hinten ein wachsendes, gestürztes, silbernes Schwert, in der Spitze drei schwarze Häuser mit silbernen Fenstern.“ (Hauptsatzung § 2 Abs. 1 (Memento des Originals vom 27. September 2007 im Internet Archive)  Info: Der Archivlink wurde automatisch eingesetzt und noch nicht geprüft. Bitte prüfe Original- und Archivlink gemäß Anleitung und entferne dann diesen Hinweis.)
58. ↑  Helmsdorf: „In Grün eine goldene bewurzelte stilisierte Linde, mittig belegt mit einem Schildchen, darin in Rot ein oben halbrunden, silberner Stein, besteckt mit einem silbernen Kreuz.“
59. ↑  Holungen: „Halbgeteilt und gespalten; oben vorn in Rot ein silbernes, sechsspeichiges Rad, unten vorn in Silber schwarze gekreuzte Hammer und Schlegel, hinten in Silber einen grünen Berg, darauf ein schwarzes Hochkreuz.“ (Hauptsatzung § 2 Abs. 1 (Memento des Originals vom 12. Januar 2016 im Internet Archive)  Info: Der Archivlink wurde automatisch eingesetzt und noch nicht geprüft. Bitte prüfe Original- und Archivlink gemäß Anleitung und entferne dann diesen Hinweis.)
60. ↑  Hundeshagen: „Auf rotem Grund ein goldener Sparren, rechts begleitet von einem sechsspeichigen Rad, links begleitet von einer silbernen Harfe, im Winkel drei silberne Glocken.“
61. ↑  Ortsteil Jützenbach: „In Rot schräglinks geteilt durch einen silbernen Wellenbalken; vorn eine silberne Bischofsmütze, hinten ein silbernes sechsspeichiges Rad.“ (Hauptsatzung § 2 Abs. 1 (Memento des Originals vom 16. Januar 2017 im Internet Archive)  Info: Der Archivlink wurde automatisch eingesetzt und noch nicht geprüft. Bitte prüfe Original- und Archivlink gemäß Anleitung und entferne dann diesen Hinweis.)
62. ↑  Kallmerode: „In Silber, mit aufrechten grünen Eichenblättern bestreuten Schild auf einem schwarzen Pferd mit goldenem Zaumzeug einen nimbierten Heiligen mit goldenen römischen Brustspangen und Beinschienen, roten Lederbesätzen und grünen Wamsärmeln, der mit dem silbernen Schwert in der Rechten einen roten Mantel teilt, an der Hinterhand des Pferdes einen kniefälligen, seine Arme erhebenden graubärtigen, mit grüner Hose bekleideten Bettler“
63. ↑  Kefferhausen: „In Grün mit blauem gewelltem Wellenschildfuß goldenes Mauerwerk mit Tor und drei Zinnen, darüber zwei aufrechte Lindenblätter schwebend.“
64. ↑  Kleinbartloff: „Schild in Göpelteilung; vorn in Silber ein schwarzer Buchenzweig mit grünen Blättern, hinten in Grün ein silbernes Mühlrad, unten in Schwarz ein silbernes Torhaus beseitet von einer silbernen Mauer.“ (Hauptsatzung § 2 Abs. 1 (Memento des Originals vom 16. Februar 2013 auf WebCite)  Info: Der Archivlink wurde automatisch eingesetzt und noch nicht geprüft. Bitte prüfe Original- und Archivlink gemäß Anleitung und entferne dann diesen Hinweis.)
65. ↑  Kreuzebra: „In Blau über einem mit sechsspeichigem rotem Rad belegten silbernen Dreiberg ein silbernes Hochkreuz.“
66. ↑  Leinefelde: „Göpelteilung; vorn in Rot ein linksgewendetes schreitendes silbernes Lamm; hinten in Silber ein schwarzer Stab, um den sich zwei stilisierte grüne Pflanzen winden, darunter ein nach links zeigendes grünes Eichenblatt mit grüner Eichel, unten in Blau übereinander drei sich verjüngende silberne Wellenleisten.“
67. ↑  Lutter: „Schräglinks durch eine silberne Wellenleiste geteilt von Blau und Grün; oben ein silberner gerüsteter Krieger, in der Rechten eine Fahnenlanze haltend, sich mit der Linken auf ein Schild stützend; unten ein silbernes Mühlrad.“
68. ↑  Mackenrode: „Auf blauem Grund mit goldenen Schildfuß ein silbernes langgestrecktes Gebäude mit zwei Fachwerkgiebeln und schwarzem Dach, in der Mitte ein silberner Turm mit geschwungener Haube, der Schildfuß ist belegt mit zwei an den Stielen gekreuzten grünen Eichenblättern, darüber schwebend zwei grüne Eicheln.“
69. ↑  Martinfeld: „Geteilt von Silber über Grün; belegt mit einem silbernen Turm mit einem schwarzen Turmhelm sowie einer schwarzen Tür und einem schwarzen Fenster; der Turmhelm beseitet von je einem dem Turm zugeneigten grünen Buchenblatt.“
70. ↑  Neustadt: „In Silber einen roten, mit einem silbernen, sechsspeichigen Rad belegten Dreiberg, darauf eine grüne Linde, von je zwei schwarzen, bis zum Schildhaupt reichenden Pfählen beseitet.“ (Hauptsatzung § 2 Abs. 1 (Memento des Originals vom 18. April 2016 im Internet Archive)  Info: Der Archivlink wurde automatisch eingesetzt und noch nicht geprüft. Bitte prüfe Original- und Archivlink gemäß Anleitung und entferne dann diesen Hinweis.)
71. ↑  Rüdigershagen: „In Silber auf einem grünen Hügel eine belaubte Buche, deren schwarzer Stamm mit zwei schwarzen (gestürzten) Haken belegt ist, der grüne Hügel ist mit einem rechtsspringenden goldenen Ferkel belegt.“
72. ↑  Silberhausen: „Im silbernen Feld eine blaue Spitze, die mit einem silbernen, wachsenden Turm mit Renaissancegiebeln belegt ist.“
73. ↑  Silkerode: „Gespalten von Silber und Rot mit goldenem Schildhaupt; vorn ein rotes Eichenblatt, hinten ein silberner nach rechts gebogener Haken; das Schildhaupt mit einem blauen Wellenbalken belegt.“ (Hauptsatzung § 2 Abs. 1 (Memento des Originals vom 22. Dezember 2016 im Internet Archive)  Info: Der Archivlink wurde automatisch eingesetzt und noch nicht geprüft. Bitte prüfe Original- und Archivlink gemäß Anleitung und entferne dann diesen Hinweis.)
74. ↑  Steinheuterode: „In Blau einen goldenen Berg, darin ein schwarzer Baumstumpf, daraus wachsend einen silbernen, golden bewehrten Ziegenbock, rechts oben begleitet von einem goldenen Eichenblatt.“
75. ↑  Stöckey: „Schild mit eingebogener Spitze, vorn von Rot und Silber 14-fach geschacht, hinten in Rot ein schrägrechter silberner Wellenbalken, in der Spitze in Gold ein wachsender roter Lindenstrauch.“ (Hauptsatzung § 2 Abs. 1 (Memento des Originals vom 15. Dezember 2015 im Internet Archive)  Info: Der Archivlink wurde automatisch eingesetzt und noch nicht geprüft. Bitte prüfe Original- und Archivlink gemäß Anleitung und entferne dann diesen Hinweis.)
76. ↑  Thalwenden: „Gespalten von Silber und Grün; vorn ein von einer Hand gehaltenes, fallendes rotes Tuch, das von einem mit einer anderen Hand schräglinks gehaltenen goldenen Schwert zerteilt wird, hinten einen silbern bekleideten, sich mit einem goldenen Stab in der Linken stützenden, schreitenden Mann mit Schirmmütze, auf dem Rücken ein goldenes Tragegestell (Reff) mit vier übereinandergestellten silbernen rechteckigen Behältern.“
77. ↑  Vollenborn: „Von Silber über Schwarz schräglinks geteilt; oben ein dreiblättriger grüner Buchenzweig; unten ein schräglinks geneigter goldener Krug, aus dem sich ein silberner Strahl ergießt.“ (menuid=64&topmenu=inactive Hauptsatzung § 2 Abs. 1 (Seite nicht mehr abrufbar, festgestellt im April 2019. Suche in Webarchiven)  Info: Der Link wurde automatisch als defekt markiert. Bitte prüfe den Link gemäß Anleitung und entferne dann diesen Hinweis.)
78. ↑  Weißenborn-Lüderode: „In Rot mit einem dreifach gewellten silbernen Schildfuß ein schwebendes silbernes sechsspeichiges Rad, darüber gekreuzt ein nach schrägrechts unten zeigendes Flammenschwert und eine nach rechts oben weisende Rodehacke in Silber“ (Hauptsatzung § 2 Abs. 1 (Seite nicht mehr abrufbar, festgestellt im April 2019. Suche in Webarchiven)  Info: Der Link wurde automatisch als defekt markiert. Bitte prüfe den Link gemäß Anleitung und entferne dann diesen Hinweis.)
79. ↑  Wilbich: „Gespalten von Grün und Schwarz; vorn ein silberner stilisierter Taufstein; hinten ein silberner schräglinker Wellenbalken, belegt mit einer blauen Forelle figurweise.“
80. ↑  Wintzingerode: „Gespalten, vorne in Grün ein silberner Linkswellenpfahl, hinten geteilt, oben in Silber eine schrägrechte rote Glefenspitze, unten gespalten von Schwarz und Rot, vorne drei silberne Balken, hinten ein linksgewendeter (entlang des Schildrandes) steigender goldener Löwe.“
81. ↑  Worbis: „Zweigeteilt; oben in Rot ein sechsspeichiges silbernes Rad, unten in Gold drei übereinanderliegende, sich nach unten verjüngende Zwergbalken.“
82. ↑  Wüstheuterode: „Gespalten und halb geteilt, vorn in Blau der ein silberner Heilger (der Heilige Bonifatius), in der Rechten einen schwarzen Bischofsstab und in der Linken ein rotes Messbuch mit silbernem Hochkreuz haltend, von einem silbernen Dolch durchstoßen, hinten oben in Silber rote Flammen und unten in Rot ein sechsspeichiges silbernes Rad.“
83. ↑  Zwinge: „In Rot ein bis zum Schildhaupt niedrigter goldener Wellensparren, oben von einer silbernen Waage und unten von einem silbernen Lindenblatt begleitet.“ (Hauptsatzung § 2 Abs. 1 (Memento des Originals vom 26. Februar 2016 im Internet Archive)  Info: Der Archivlink wurde automatisch eingesetzt und noch nicht geprüft. Bitte prüfe Original- und Archivlink gemäß Anleitung und entferne dann diesen Hinweis.)
84. ↑  Hohes Kreuz: „In Blau ein rotes silbern bordiertes Kreuz, belegt mit vier silbernen Eichenblättern an einem silbernen sechsspeichigen Rad.“ (Homepage der Verwaltungsgemeinschaft (Memento des Originals vom 27. September 2007 im Internet Archive)  Info: Der Archivlink wurde automatisch eingesetzt und noch nicht geprüft. Bitte prüfe Original- und Archivlink gemäß Anleitung und entferne dann diesen Hinweis.)

Landeswappen |
Landkreiswappen |
Wappen kreisfreier Städte
Landkreise: Altenburger Land |
Eichsfeld |
Gotha |
Greiz |
Hildburghausen |
Ilm-Kreis |
Kyffhäuserkreis |
Nordhausen |
Saale-Holzland-Kreis |
Saale-Orla-Kreis |
Saalfeld-Rudolstadt |
Schmalkalden-Meiningen |
Sömmerda |
Sonneberg |
Unstrut-Hainich-Kreis |
Wartburgkreis |
Weimarer Land